# Cooking on High
Cooking on High (Brasil: Cozinhando em 4:20 ) é um programa americano de televisão de competição que estreou na plataforma de streaming Netflix em 22 de junho de 2018. A premissa do programa é centrada em alimentos culinários que contêm maconha como ingrediente. O programa é apresentado pelo YouTuber Josh Leyva.
A primeira temporada do programa recebeu um feedback geralmente baixo dos críticos, com Sonia Rao, do Washington Post, chamando-o de "pior programa de comida da Netflix".